# Ambroży (Godun)
Ambroży, imię świeckie Adam Godun (ur. 24 stycznia 1966 w Siemiatyczach) – polski duchowny prawosławny, archimandryta, namiestnik monasteru św. Serafina z Sarowa w Kostomłotach.

## Życiorys
W 1987 r. ukończył Technikum Leśne w Białowieży, następnie Wyższe Prawosławne Seminarium Duchowne w Jabłecznej (1989) i Chrześcijańską Akademię Teologiczną w Warszawie (2000).
3 sierpnia 1989 r. (po ukończeniu seminarium) wstąpił do monasteru św. Onufrego w Jabłecznej. 3 grudnia 1991 r. przyjął postrzyżyny w riasofor, a następnego dnia święcenia diakońskie z rąk biskupa lubelskiego i chełmskiego Abla. W latach 1991–1992 był wykładowcą języka cerkiewnosłowiańskiego, intendentem i kierowcą w Wyższym Prawosławnym Seminarium Duchownym w Jabłecznej. 26 września 1992 r. złożył wieczyste śluby mnisze otrzymując imię Ambroży, ku czci św. Ambrożego z Optiny. Następnego dnia został przez biskupa Abla wyświęcony na kapłana.
W latach 1996–1999 był nauczycielem Pisma Świętego Starego i Nowego Testamentu Kursów Psalmistów i Dyrygentów Chórów Cerkiewnych Diecezji Lubelsko-Chełmskiej. Następnie, w latach 1999–2003 pełnił posługę w monasterze Zwiastowania Przenajświętszej Bogurodzicy i św. Jana Teologa w Supraślu, gdzie zajmował się florystyką oraz pracami poligraficznymi w monasterskiej drukarni. Na południowe Podlasie powrócił w 2003 r., w celu odnowienia (po 60 latach przerwy) prawosławnego życia liturgicznego w Kostomłotach poprzez organizację męskiego domu zakonnego św. Serafina z Sarowa. Od 2004 r. jest proboszczem parafii przymonasterskiej, a od 2005 r. nauczycielem katechezy w szkole w Kodniu. W latach 2007–2008 pełnił funkcję diecezjalnego wizytatora religii.
Jest autorem akatystu do Przenajświętszej Bogurodzicy w Ikonie Turkowickiej. W 2005 r. wchodził również w skład zespołu redakcyjnego, który opracował akatyst ku czci Męczenników Ziemi Chełmskiej i Podlaskiej.
Otrzymał wiele nagród cerkiewnych, w tym krzyż z ozdobami (2007).
2 kwietnia 2019 r., postanowieniem Świętego Soboru Biskupów Polskiego Autokefalicznego Kościoła Prawosławnego, został podniesiony do godności archimandryty.